# 투르크메니스탄-파키스탄 관계
투르크메니스탄과 파키스탄 간의 관계는 투르크메니스탄이 소련으로부터 독립한 후에 수립되었다.

## 역사
파키스탄은 1991년 12월, 투르크메니스탄의 독립을 최초로 인정한 국가 중 하나였다. 공식 외교 관계는 1992년 5월 10일에 수립되었다. 1994년 10월, 베나지르 부토 파키스탄 총리가 투르크메니스탄을 처음으로 국빈 방문했다. 1997년 10월, 나와즈 샤리프 파키스탄 총리는 아시가바트를 방문했다. 2001년 투르크메니스탄 독립 10주년을 기념하기 위해 파키스탄은 투르크메니스탄 국기가 새겨진 우표를 발행했다. 2017년 5월, 나와즈 샤리프 파키스탄 총리와 구르반굴리 베르디무하메도프 투르크메니스탄 대통령은 외교 관계 수립 25주년을 기념하는 회담을 가졌다.

## 전략적 유대
파키스탄은 투르크메니스탄에 따뜻한 물 과다르항과 이란 및 러시아에 대한 접근을 승인하여 투르크메니스탄이 아라비아해에 직접 접근할 수 있도록 했다.

## 경제적 유대
중국-파키스탄 경제 회랑의 일환으로, 파키스탄은 2016년 1월에 투르크메니스탄과 같은 중앙아시아 국가들에게 파키스탄으로의 접근을 제공하기 위해 설계된 육로를 최종 확정했다. 투르크메니스탄과 파키스탄은 모두 경제 협력 기구의 회원국이다. 2016년 11월, 파키스탄은 무역을 촉진하기 위해 설계된 라피스 라줄리 회랑 외에도 투르크멘 가스를 지역 전역으로 수출하는 것을 목표로 하는 아시가바트 협정에 가입했다.
파키스탄은 지속 가능한 교통 회의에서 투르크메니스탄에 대한 약속을 확인했다. 이 회의에서 파키스탄은 "지역 연결성과 경제 통합이 파키스탄 외교 정책의 핵심 기둥"이라고 밝혔다.
나와즈 샤리프 총리는 구르반굴리 베르디무하메도프 대통령과의 회담에서 "파키스탄의 최우선 과제는 무역 및 경제 관계를 확대하는 것"이라고 선언했다.